# Peter Kaehlitz
Peter Kaehlitz (* 6. Oktober 1959) ist ein ehemaliger deutscher Fußballspieler. In der höchsten Spielklasse des DDR-Fußballs, der Oberliga, spielte der Stürmer für den BFC Dynamo und die BSG Stahl Brandenburg. Der Stürmer war in den 1980er-Jahren dreimal Torschützenkönig der zweitklassigen Liga.

## Sportlicher Werdegang

### Gemeinschafts-, Club- und Vereinsstationen
Peter Kaehlitz ging im Sommer 1979 von der Nachwuchsoberligamannschaft des BFC Dynamo innerhalb der Sportvereinigung Dynamo zum Zweitligisten SG Dynamo Fürstenwalde. Begonnen hatte er zuvor bei der SG Dynamo Berlin Mitte mit dem Fußball, von der er 1974 in den Nachwuchs des BFC gewechselt war. In Fürstenwalde entwickelte er sich in der Liga Anfang der 1980er-Jahre mehr und mehr zum Torjäger. In den Spielzeiten 1981/82 und 1984/85 gewann er jeweils den Titel des Torschützenkönigs in seiner Staffel und bot sich somit für die Oberliga an. Im Winter 1985/86 delegierten ihn die Verantwortlichen zurück zum BFC Dynamo. Kaehlitz konnte sich im Team des DDR-Rekordmeisters gegen die etablierten Offensivspieler, darunter Andreas Thom und Rainer Ernst, später auch Thomas Doll, langfristig nicht durchsetzen. Trotz der vorhandenen Beteiligung an der Meisterschaft 1985/86 mit vier Treffern in nur sieben Einsätzen kamen erst 1987/88 wieder Erstligaeinsätze auf sein Konto. Mit insgesamt lediglich neun Einsätzen in gut zwei Jahren kehrte der Angreifer im Frühjahr 1988 wieder nach Fürstenwalde zurück. In der BFC-Reserve hatte er seinen Torriecher zuvor jedoch stets regelmäßig bewiesen.
Nachdem Kaehlitz in Fürstenwalde in der Spielzeit 1988/89 abermals Torschützenkönig der DDR-Liga wurde, wechselte er erneut in die DDR-Oberliga zur BSG Stahl Brandenburg. Mit zwei Einsätzen verfehlte er den Durchbruch erneut. 1990 wechselte er zu den Amateuren von Hertha BSC, wo er in der Fußball-Oberliga Berlin 1990/91 ebenfalls zu den besten Torjägern in der drittklassigen Amateur-Oberliga zählte. In den Profikader der Hertha wurde Kaehlitz im Jahr 1991 bei der 1:3-Niederlage gegen den VfL Osnabrück einmal berufen: neben seinem ersten Tor kassierte er auch gleichzeitig einen Feldverweis. Zwischen 1992 und 1995 ließ er seine Laufbahn im regionalen Fußball, zunächst in der Oberliga und dann in der neugeschaffenen Regionalliga, bei Hertha Zehlendorf ausklingen.

### Statistik
- DDR-Oberliga: elf Spiele (fünf Tore)
- 2. Bundesliga: ein Spiel (ein Tor)